# Kanton Hallenberg
Der Kanton Hallenberg  war eine Verwaltungseinheit im Distrikt Eschwege des Departements der Werra im napoleonischen Königreich Westphalen. Hauptort des Kantons und Sitz des Friedensgerichts war der Ort Steinbach-Hallenberg im heutigen thüringischen Landkreis Schmalkalden-Meiningen. Der Kanton war einer von sechs Kantonen in der aufgelösten hessischen Exklave der Herrschaft Schmalkalden und umfasste 8 Orte. Sein Gebiet war identisch mit dem aufgelösten Amt Hallenberg.
Zum Kanton gehörten die Ortschaften:

- Steinbach-Hallenberg
- Rotterode
- Oberschönau
- Unterschönau
- Bermbach
- Herges-Hallenberg
- Springstille
- Altersbach